# Anime Matsuri
Anime Matsuri là bốn ngày hội nghị anime truyền thống được tổ chức vào mùa xuân tại Trung tâm Hội nghị George R. Brown ở Houston, Texas. Tên của hội nghị xuất phát từ tiếng Nhật 'Matsuri' có nghĩa là lễ hội.

## Lập trình
Chương trình của hội nghị bao gồm một con hẻm của các nghệ sĩ, một chiếc xe hơi, có sự tham dự của những người nổi tiếng và những vị khách đặc biệt, cờ vua cosplay, các cuộc thi cosplay, trình diễn thời trang, sự kiện chơi game, karaoke, LARP, buổi hòa nhạc trực tiếp, quán cà phê, khu vực của nhà cung cấp và nhà triển lãm, và hội thảo. Cuộc đấu giá từ thiện đã mang lại lợi ích cho trò chơi trẻ em năm 2009 và thu về hơn 3.000 đô la.

## Lịch sử
Hội nghị được tổ chức tại Trung tâm hội nghị George R. Brown và khách sạn Hilton châu Mỹ vào năm 2007. Anime Matsuris 2008, 2009, 2010 và 2012 được tổ chức tại Trung tâm Hội nghị và Khách sạn Woodlands Waterway Marriott, còn Anime Matsuri 2011 thì được tổ chức tại Khách sạn Crowne Plaza Houston gần Công viên Reliant/trung tâm Y tế. Anime Matsuri 2013 đã được tổ chức tại Hyatt Regency Houston. Sê-ri thực tế Syfy Heroes of Cosplay đã quay cảnh hóa trang tại Anime Matsuri và được xuất hiện trong một tập phim. Hội nghị năm 2014 đã chuyển đến Trung tâm Hội nghị George R. Brown. Khiếu nại về hội nghị 2014 bao gồm các dòng khiếu nại dài và làm chậm trễ. Bất chấp các vấn đề, hội nghị năm 2014 đã trở thành hội nghị anime lớn nhất Bắc Mỹ lần thứ 9. Hội nghị năm 2015 vẫn được tổ chức ở Trung tâm Hội nghị George R. Brown và sử dụng hai tầng 1, 2 của trung tâm hội nghị. Hội nghị năm 2015 đã trở thành hội nghị anime lớn nhất Bắc Mỹ lần thứ 8.

## Tranh cãi

### Không trả tiền cho khách và không cung cấp dịch vụ
Chủ sở hữu Anime Matsuri đã từng không trả tiền cho khách như các nghệ sĩ Nhật Bản, BESPA KUMAMERO vào năm 2008, và Miyavi vào năm 2009, Flow vào năm 2012, và Nightmare vào năm 2014. Chương trình của Nightmare bắt đầu muộn do kế hoạch kém của nhân viên hội nghị Anime Matsuri và thậm chí đã phát hành bài hát về John Leigh với tên "SUPER BOOGER MAN" trong đĩa đơn "Taboo" của họ vào ngày 25 tháng 6 năm 2014, vài tháng sau khi biểu diễn tại hội nghị.
Họ cũng không cung cấp thức ăn hoặc dịch giả cho các cosplayer khách như Midori và Akira trong buổi ký tên tặng fan năm 2014. Các vị khách phải nhờ người hâm mộ Nhật Bản cho đồ ăn, và họ cho những người hâm mộ khác một chiếc bánh hamburger, những người hâm mộ khác cũng đã bày tỏ cảm xúc biết ơn với những người hâm mộ Nhật Bản đã giúp đỡ họ.

### Quấy rối tình dục
Sau hội nghị Anime Matsuri 2015, John Leigh, người quản lý sự kiện hội nghị đã bị buộc tội quấy rối tình dục bởi một số thành viên của cộng đồng thời trang Lolita. Những bất chính tài chính đáng kể cũng đã bị cáo buộc chống lại các nhà tổ chức hội nghị. Vào tháng 5 năm 2016, Anime Matsuri tuyên bố rằng cựu CEO của Anime Expo, Marc Perez sẽ tham gia hội nghị với tư cách COO. Hội nghị đã gửi cho Tyler Willis, chủ sở hữu kênh YouTube Last Weeek Lolita News đã gửi một lá thư chấm dứt và thôi miên hội nghị vào đầu năm 2018 sau khi báo cáo về quấy rối tình dục của John Leigh. Tẩy chay Anime Matsuri được thành lập vào năm 2018 để thông báo về các quy ước hành động trong quá khứ, với các khách mời như Johnny Yong Bosch, diễn viên lồng tiếng Steven Universe và bộ đôi FEMM sau đó nó đã bị hủy bỏ. Leigh cũng xin lỗi vì hành động trong quá khứ của mình.

## Lịch sử sự kiện
| Thời gian                     | Địa điểm                                                                           | Số người tham dự. | Khách mời |
| ----------------------------- | ---------------------------------------------------------------------------------- | ----------------- | --- |
| Ngày 27–29, tháng 4, năm 2007 | George R. Brown Convention Center & Hilton Americas Houston, Texas                 | 4,012             | Christine Auten, Christopher Ayres, Back-On, Jessica Boone, Peter Cullen, Fizz, Tiffany Grant, Matt Greenfield, Hilary Haag, Yaya Han, Kyle Jones, Chris Patton, RikkuX, and John Swasey. |
| Ngày 21–23, tháng 3, năm 2008 | The Woodlands Waterway Marriott Hotel & Convention Center The Woodlands, Texas     | 5,993             | Aural Vampire, Amelie Belcher, Bespa Kumamero, Luci Christian, JoEllen Elam, Yaya Han, Kate Higgins, Yuri Lowenthal, Matthew Mercer, Vic Mignogna, Tara Platt, Patrick Seitz, Stephanie Sheh, Sky Pirate, Space Invader, Barbara Staples, Sonny Strait, Bill Winans, and Stephanie Young. |
| Ngày 10–12, tháng 4, năm 2009 | The Woodlands Waterway Marriott Hotel & Convention Center The Woodlands, Texas     | 6,950             | Takuya Angel, Clint Bickham, Luci Christian, JoEllen Elam, Quinton Flynn, Jason David Frank, Crispin Freeman, Gren, DJ Heavygrinder, Mike McFarland, Matthew Mercer, Misako Rocks!, Miyavi, Chris Patton, Cynthia Rothrock, Kristine Sa, Blake Shepard, Sonny Strait, Strong Machine 2, Diana Tolin, and Stephanie Young. |
| Ngày 2–4, tháng 4, năm 2010   | The Woodlands Waterway Marriott Hotel & Convention Center The Woodlands, Texas     | 7,113             | Aural Vampire, Back-On, Leah Clark, Francesca Dani, India Davis, Crispin Freeman, DJ Heavygrinder, Thais Jussim, Reuben Langdon, Elizabeth Licata, Mike McFarland, Matthew Mercer, and Strong Machine 2. |
| Ngày 18–20, tháng 3, năm 2011 | Khách sạn Crowne Plaza Houston gần Công viên Reliant/trung tâm y tế Houston, Texas | 7,982             | Luci Christian, Gacharic Spin, Hamutsun Serve, Hangry & Angry, Kyle Hebert, Mike McFarland, Matthew Mercer, Reni Mimura, Christopher Smith, Michael Suarez, J. Michael Tatum, and Stephanie Young. |
| Ngày 6–8, tháng 3, năm 2012   | The Woodlands Waterway Marriott Hotel & Convention Center The Woodlands, Texas     | 10,422            | Airship Isabella, Troy Baker, Clint Bickham, Luci Christian, Maile Flanagan, Flow, Kathryn "Rynn" Griffin, Yaya Han, DJ Heavygrinder, Akinori Isobe, Masumi Kano, Cyril Lumboy, Mike McFarland, Matthew Mercer, Vic Mignogna, Amy Reeder Hadley, Sleeping Samurai, Strong Machine 2, Alexis Tipton, Shinichi Watanabe, Bill Winans, and Stephanie Young. |
| Ngày 29–31, tháng 3, năm 2013 | Hyatt Regency Houston Houston, Texas                                               | 14,989            | Misako Aoki, Johnny Yong Bosch, David Brehm, Erin Fitzgerald, Kathryn "Rynn" Griffin, Yaya Han, Kyle Hebert, Kelly Hu, Catherine Jones, Masumi Kano, Mike McFarland, Matthew Mercer, Carli Mosier, Justin Rojas, Michelle Rojas, Janet Varney, Waveya, Bill Winans, and Stephanie Young. |
| Ngày 14–16, tháng 3, năm 2014 | Trung tâm hội nghị George R. Brown Houston, Texas                                  | 19,412            | Misako Aoki, Johnny Yong Bosch, Luci Christian, Eyeshine, Caitlin Glass, Shunsuke Hasegawa, DJ HeavyGrinder, Aya Ikeda, Catherine Jones, Masumi Kano, Linda Le, Yuri Lowenthal, Mike McFarland, Matthew Mercer, Tara Platt, Marisha Ray, Reika, TeddyLoid, Janet Varney, Bill Winans, Mai Yamamoto, and Stephanie Young. |
| Ngày 3–5, tháng 3, năm 2015   | Trung tâm hội nghị George R. Brown Houston, Texas                                  | 24,328            | Misako Aoki, Asuka, Luci Christian, Olivia Chubear, Stella Chuu, Crispin Freeman, Todd Haberkorn, Shunsuke Hasegawa, DJ HeavyGrinder, Catherine Jones, Shigeto Koyama, Harrison Krix, Linda Le, Maki, Michiyo Murase, Atsushi Nishigori, Nylon Pink, Putumayo, Reika, Stephanie Sheh, Kaname Shiroboshi, Sushio, TeddyLoid, Anna Tsuchiya, Hiromi Wakabayashi, Bill Winans, Yoh Yoshinari, and Stephanie Young. |
| Ngày 26–28, tháng 2, năm 2016 | Trung tâm hội nghị George R. Brown Houston, Texas                                  | 30,215            | Akira, Ani-Mia, Misako Aoki, Astarohime, Angela Bermúdez, Johnny Yong Bosch, David Brehm, Stella Chuu, Leah Clark, Dario, Lance Falk, Goldy, Shunsuke Hasegawa, Hitomi, Kelly Hu, Chuck Huber, Kaname, Shinichi Kurita, Linda Le, Lana Marie, Mike McFarland, Vic Mignogna, Yui Minakata, Tae Yeon Minemes, Morning Musume, Enji Night, Ram Rider, Reika, Shiva, Yuzuru Tachikawa, Brian Tee, Christian Tremblay, Yvon Tremblay, Jennifer Van Damsel, David Vincent, Bill Winans, and Stephanie Young.                                                             |
| April 7–9, 2017               | Trung tâm hội nghị George R. Brown Houston, Texas                                  | 36,270            | Akidearest, Akira, The Anime Man, Misako Aoki, Anjali Bhimani, Brilliant Kingdom, Christine Marie Cabanos, Danny Choo, Charlet Chung, Stella Chuu, Dancing Dolls, Disacode, Midori Fukasawa, Gacharic Spin, Megumi Han, Shunsuke Hasegawa, Hiko, Laura Jansen, Brittney Karbowski, Pion Kim, Su Hyun Kim, Ladybeard, Mago, Kazuya Masumoto, Vic Mignogna, Yui Minakata, Mirei, Misty/Chronexia, Aza Miyuko, Enji Night, Fumio Osano, Romi Park, Carolina Ravassa, Reika, Sailor Moon Musical Cast, Sakurako, Shiva, Masami Suda, Chinatsu Taira, and Cristina Vee. |
| Ngày 30/3-1/4, năm 2018       | Trung tâm hội nghị George R. Brown Houston, Texas                                  | 40,270            | Patricia Acevedo, Yuri Akiba, Akira, B-Project, Beau Billingslea, Mario Castañeda, Leon Chiro, Color Pointe, Dancing Dolls, Hana Dinh, Dorilooko, Shunsuke Hasegawa, Honey Popcorn, Doug Jones, Tetsuya Kakihara, Pion Kim, Chiaki Kon, Astarohime Koyu, Made Monster, Maul Cosplay, Yua Mikami, Hideki Nakayama, Natsumi, Enji Night, Fumio Osano, Pugoffka, Root, Ryu-en, Asami Sanada, DJ Shintaro, Shiva, Somenzari, DJ Sunamori, Mari Takahashi, Team China, Mirei Touyama, Hibiki Yoshizaki, and Zwei.                                                       |
| Ngày 13-16, tháng 6, năm 2019 | Trung tâm hội nghị George R. Brown Houston, Texas                                  |                   | Apink, Eva Bella, Ricardo Brust, Mario Castañeda, Leon Chiro, Richard Dorton, Rick Farmiloe, Gacharic Spin, Hana Bunny, HaneAme, Wataru Hatano, Junko Iwao, Doug Jones, Ellen Kim, Aina Kusuda, Patrick Kwok-Choon, Ladybaby, Reuben Langdon, Jason Liles, Made Monster, Alan Maxson, Vic Mignogna, DJ Misaki P, Sara Mitich, Nervo, Enji Night, Nobuhiko Okamoto, Reika, Damon Runyan, Harumo Sanazaki, Nozomu Sasaki, TJ Storm, and Livvy Stubenrauch. |
| Ngày 9-12, tháng 7, năm 2020  | Trung tâm hội nghị George R. Brown Houston, Texas                                  |                   | Ricardo Brust, James Callis, Mario Castañeda, Hana Bunny, HaneAme, and Pugoffka. |

## Anime Matsuri Hawaii
Anime Matsuri Hawaii (AMHI) là một hội nghị anime kéo dài ba ngày được tổ chức vào tháng 11 tại Trung tâm hội nghị Hawaii ở Honolulu, Hawaii. Chương trình của hội nghị bao gồm một buổi hòa nhạc, giới thiệu cosplay, chương trình J-Fashion, chiếu, và bảng. Văn hóa Nhật Bản Yuegene Fay, một cosplayer, đã không thể xuất hiện với tư cách khách mời vì vấn đề nhập cư. Anime Matsuri Hawaii đã không quay trở lại vào năm 2016.

### Lịch sử sự kiện
| Thời gian                      | Địa điểm                                   | Số người tham dự. | Khách mời |
| ------------------------------ | ------------------------------------------ | ----------------- | --- |
| Ngày 27–29, tháng 11, năm 2015 | Trung tâm hội nghị Hawaii Honolulu, Hawaii |                   | Johnny Yong Bosch, Stella Chuu, DaizyStripper, Maile Flanagan, Crispin Freeman, Goldy, Shunsuke Hasegawa, Linda Le, Yui Minakata, Masahiko Otsuka, Reika, Justin Rojas, and Chinatsu Taira. |